# Museo de Ciencias Naturales de la Universidad de Zaragoza
El Museo de Ciencias Naturales de la Universidad de Zaragoza es un museo ubicado en edificio del Paraninfo de la Universidad de Zaragoza, Zaragoza, España. Fue inaugurado el 11 de diciembre de 2015 y presenta, a través de fósiles de plantas y animales, una historia del planeta desde su origen hasta la aparición del Homo sapiens. Cuenta también con la colección Longinos Navás y con pequeña colección de minerales de yacimientos de Aragón. También organiza exposiciones temporales.

## Localización y características
Las salas de exposición del Museo de Ciencias Naturales de la Universidad de Zaragoza están situadas en la planta sótano del edificio del Paraninfo de la Universidad de Zaragoza, Zaragoza, España. Ocupa casi mil metros cuadrados, divididos en varias zonas expositivas, una destinada a la colección paleontológica, otra a la colección Longinos Navas y una tercera, de menor tamaño destinada a los minerales de Aragón. También cuenta con una sala, la llamada Odón de Buen, destinada a exposiciones temporales. 

## Historia
El origen del museo está en la creación, en 1983, del Museo Paleontológico de la Universidad de Zaragoza, por un convenio entre el Departamento de Cultura y Educación de la Diputación General de Aragón y la Universidad de Zaragoza para que sirviera de depósito de los hallazgos paleontológicos realizados en Aragón. La propia Universidad contaba ya con una colección de fósiles desde 1881, cuando se creó su Gabinete de Historia Natural. En 1985 el museo se hizo realidad, con la apertura de la sala Lucas Mallada en la primera planta del edificio de Geológicas de la Ciudad Universitaria de Zaragoza en el campus de la plaza de San Francisco.
Por otra parte, en 1988, la Universidad recibió en depósito el conjunto de colecciones de ciencias naturales del colegio de El Salvador de Zaragoza, perteneciente a los jesuitas. Esta colección, conocida como colección Longinos Navás, quedó accesible al público en el edificio del Paraninfo en 1992, aunque en 2006 se cerró debido a las obras de acondicionamiento del edificio. El 11 de diciembre de 2015 se abrió al público el museo en su conjunto, integrando ambas colecciones.

## Museo Paleontológico

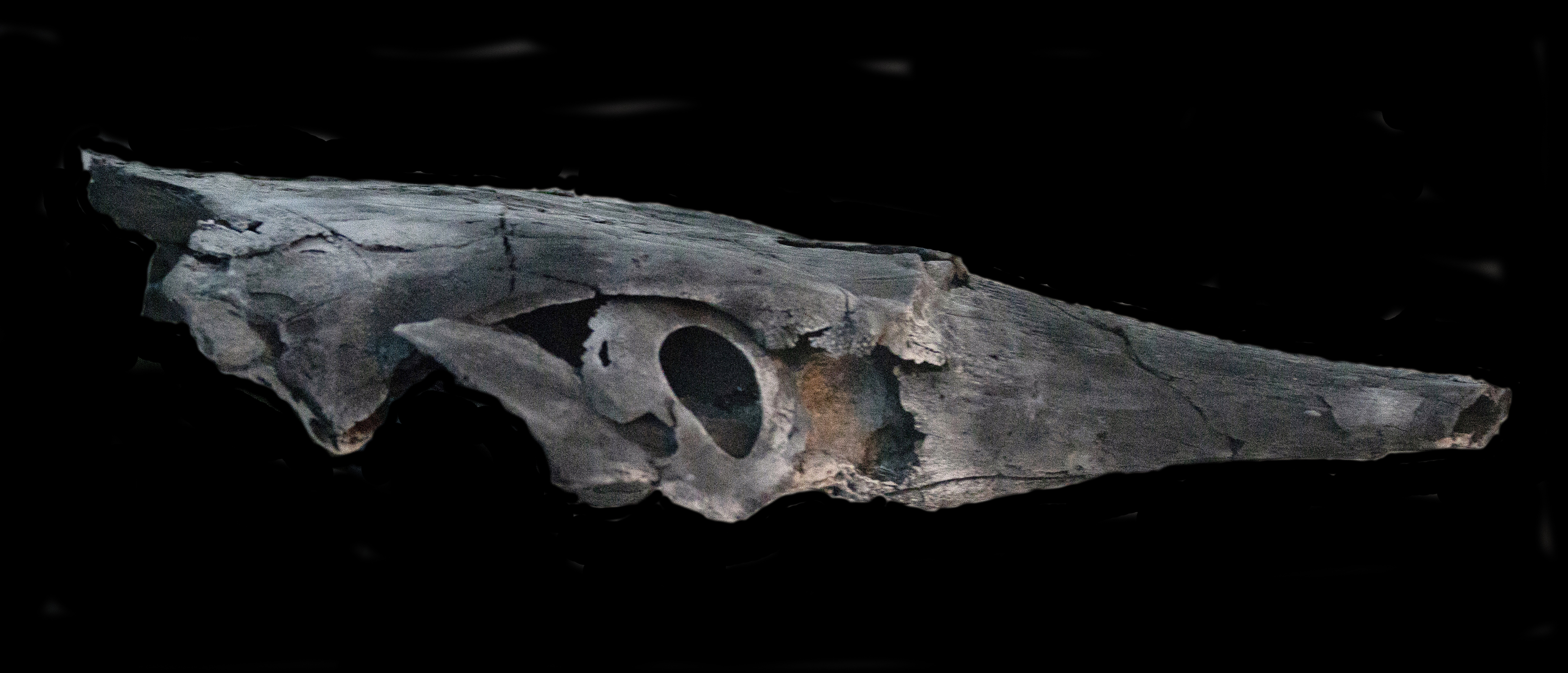
Cráneo de Carolowilhelmina geognostica. Monforte de Moyuela (Teruel). Ejemplar tipo, y único conocido

El Museo Paleontológico de Zaragoza cuenta con una importante colección paleontológica.En el catálogo realizado en 2017 se incluían 33561 ejemplares, que en casi el 90 % proceden de Aragón, y que han sido descritos en 524 publicaciones científicas. De estos ejemplares, 234 son los ejemplares tipo de la especie (holotipos). Uno de los más destacables es el cráneo de Carolowilhelmina geognostica, un placodermo (pez acorazado) del Devónico Medio (hace 390 millones de años) descubierto en Monforte de Moyuela (Teruel) por el geólogo alemán Peter Carls, que encontró una parte en abril de 1971 dentro de un bloque de caliza, mientras buscaba conodontos, su tema de investigación. Convencido de la importancia de su hallazgo, continuó examinando la zona en años sucesivos, y en 1986 recuperó otro bloque con restos. Una vez limpios, y reunidas las partes, se presentaron en 1995 al mundo científico con el nombre de Carolowilhelmina geognostica.
El término Carolowilhelmina es un homenaje a su universidad, la Universidad Técnica Carolo-Wilhelmina de Brunswick. Peter Carls donó el ejemplar al Museo de Ciencias Naturales de la Universidad de Zaragoza. Junto con el cráneo está situada una exposición de realidad virtual, donde puede observarse una reconstrucción del animal en su ecosistema.

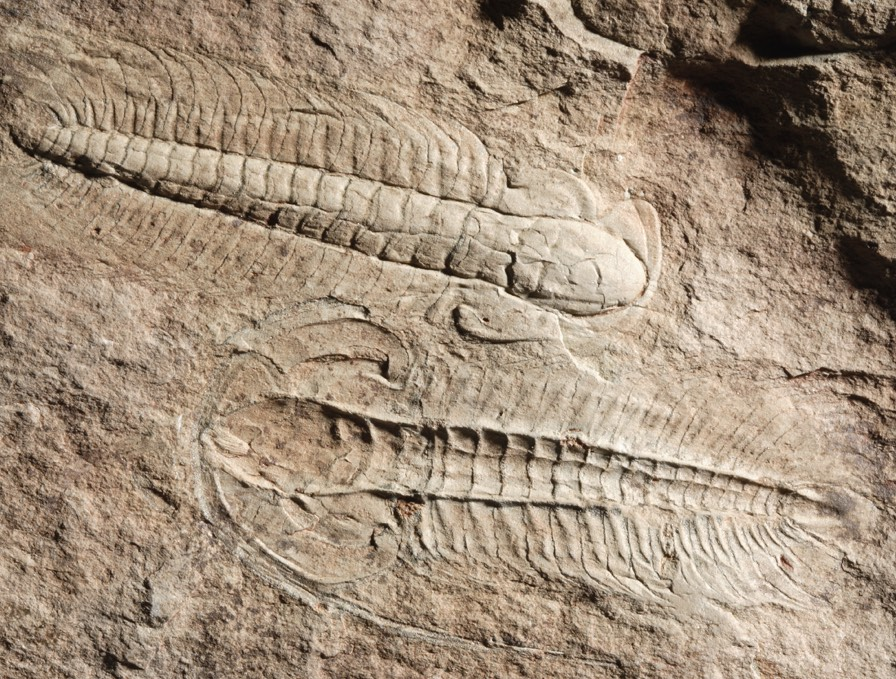
Ejemplares de Eccaparadoxides mediterraneus del Cámbrico, procedentes del yacimiento de Murero, Zaragoza, pertenecientes al museo

Es también muy relevante la colección de trilobites del Cámbrico procedentes del yacimiento de Murero, en Teruel, de los que varios son los ejemplares tipo. Entre ellos, destacan la pareja de ejemplares de Eccaparadoxides mediterraneus, uno macho y otro hembra, que se encuentran en la misma placa de roca y que representan el ejemplo característico de dimorfismo sexual de esta especie. Otro trilobites típico del yacimiento de Murero es Conocoryphe heberti, del que se expone un ejemplar completo del molde. Los ejemplares completos son excepcionales, ya que en general solamente se encuentran los pigidios. 

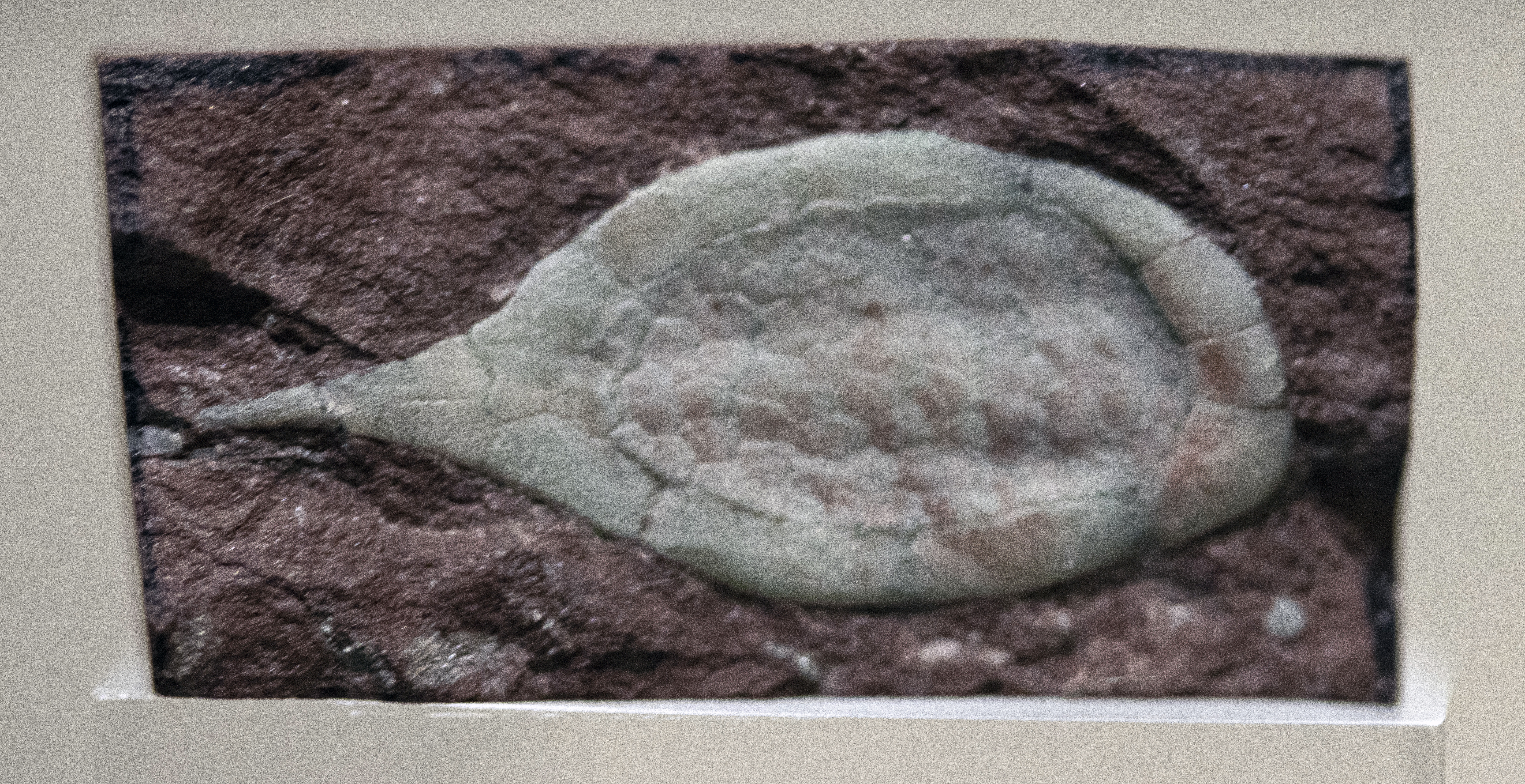
Ejemplar tipo de Protocinctus mansillaensis. Purujosa (Zaragoza)

Algo más modernos que los trilobites de Murero son los tres ejemplares de Protocinctus mansillaensis, uno de ellos el holotipo de la especie. Proceden de terrenos del del Cámbrico medio (hace unos 500 millones de años) que afloran en el parque natural del Moncayo, en Purujosa (Zaragoza). Su conservación es absolutamente excepcional, dado que están mineralizados en calcita cristalina.

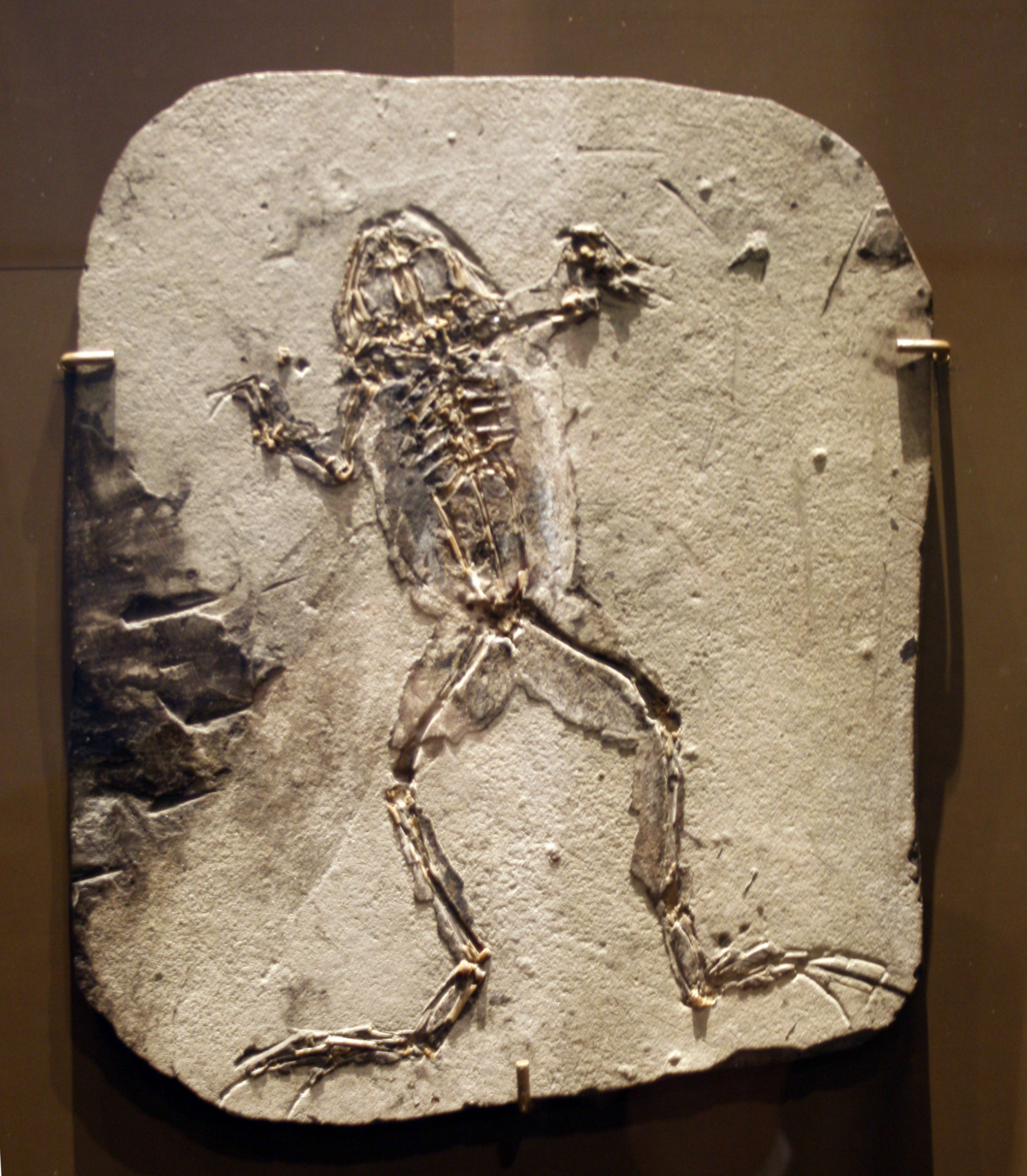
Ejemplar de Rana pueyoi (en la nomenclatura actual, Pelophylax pueyoi, del Mioceno de Libros (Teruel), perteneciente al museo

El museo cuenta con una colección importante de ranas fósiles que se extrajeron durante la explotación de las minas de azufre de libros (Teruel). Parte de las que se encuentran expuestas proceden de los fondos originales de la universidad, y parte de la colección Longinos Navás. 

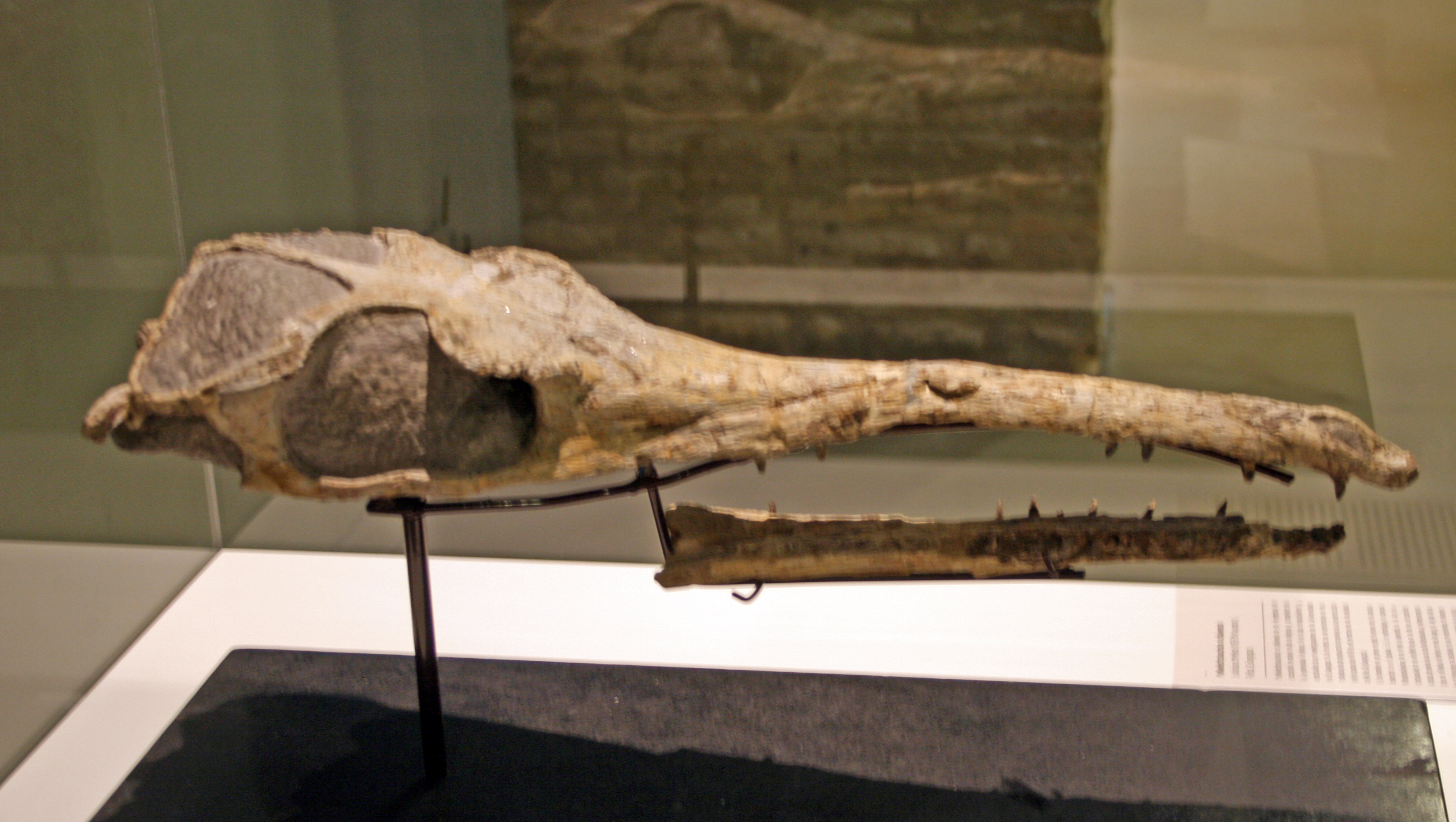
Fósil del cocodrilo de Ricla, Maledictosuchus riclaensis

El llamado cocodrilo de Ricla es el fósil (holotipo y único ejemplar conocido) del cráneo de Maledictosuchus riclaensis descubierto en los terrenos del Calloviense Medio que afloran en el barranco de la Paridera, en la localidad de Ricla (Zaragoza). Se encontró en 1994, durante la investigación realizada para la construcción de la línea de ferrocarril de alta velocidad, pero se tardaron varios años en extraerlo y prepararlo para su estudio y exposición. Las dificultades para su estudio hicieron que se conociera irónicamente entre los investigadores como «el maldito cocodrilo», lo que quedó reflejado en su nombre científico, del latín maledictus.Se considera uno de los ejemplares más importantes de la sección paleontológica del museo.

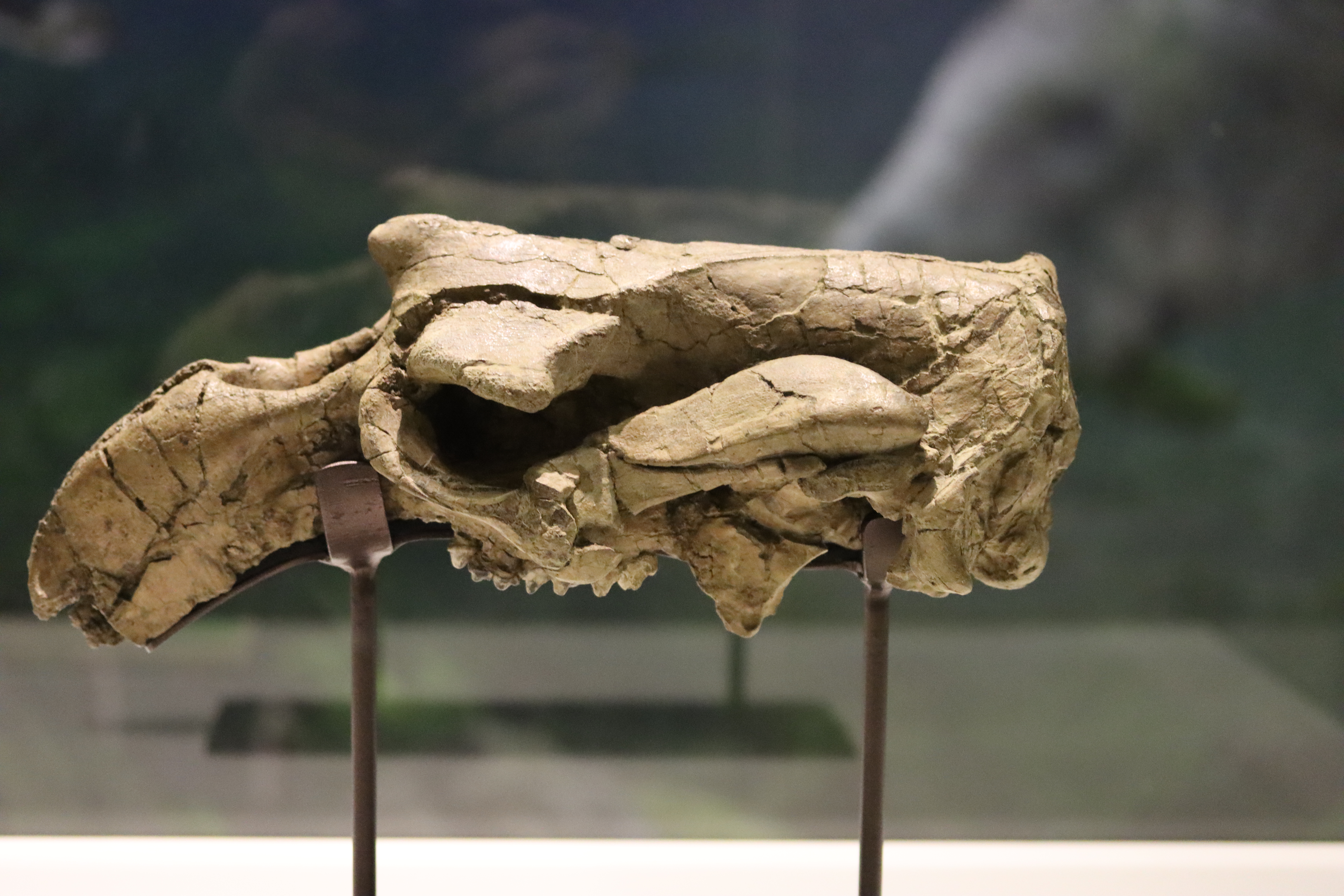
Sobrarbesiren cardieli, parte del cráneo.

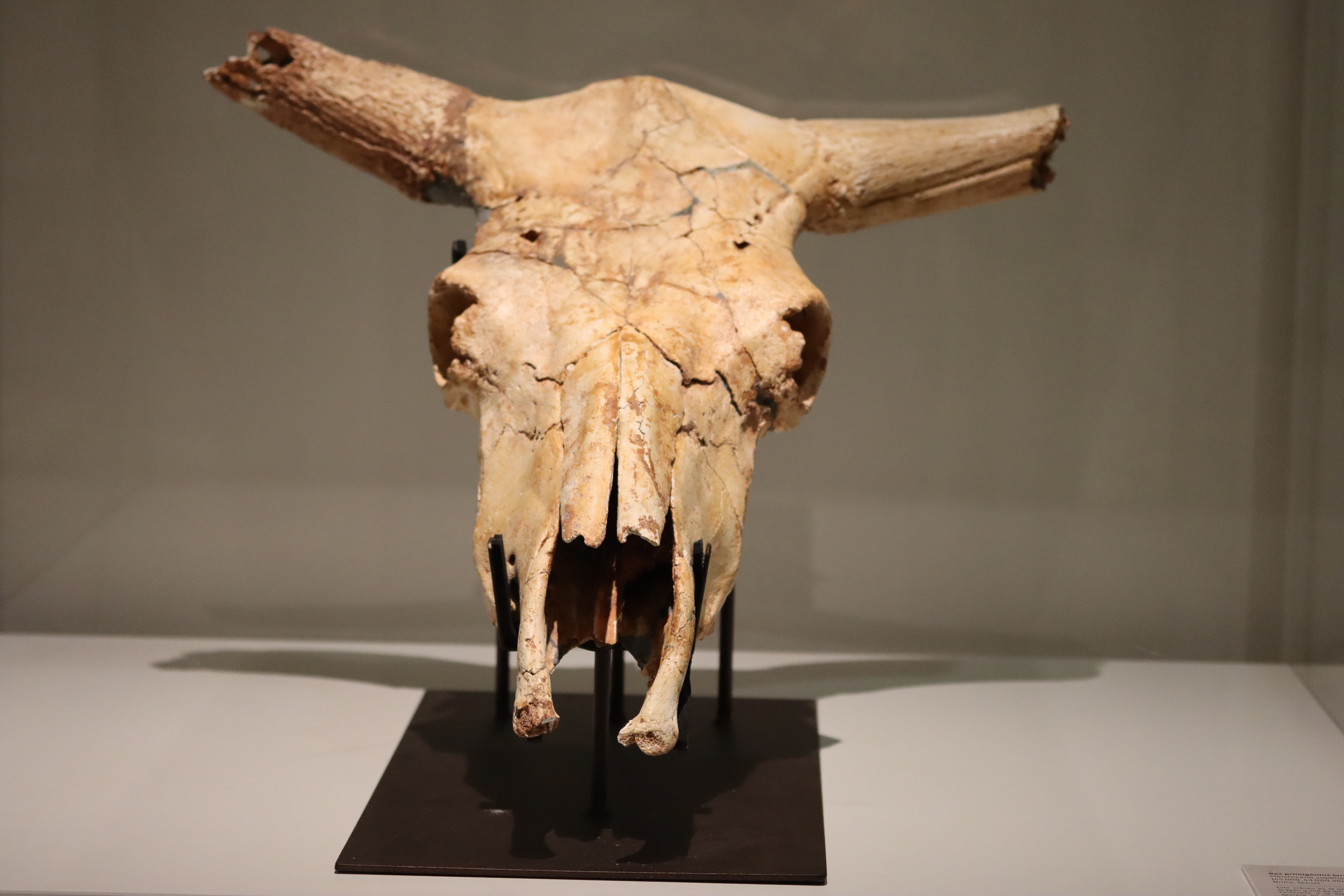
Cráneo de uro (Bos primigenius) del Pleistoceno de Ariño (Teruel)

Entre los fósiles de mamíferos, destacan los restos de Sobrarbesiren cardieli, un sirenio que vivió en el Eoceno medio, hace unos 42 millones de años en lo que fue un complejo deltaico y que actualmente es la zona de Castejón de Sobrarbe, comarca del Sobrarbe, en Huesca. El nombre hace referencia a la comarca, y a su descubridor, Jesús Cardiel Lalueza. Se trata del sirenio más antiguo conocido en Europa Occidental, y todavía conservaba las patas posteriores.Se han recuperado múltiples restos de al menos ocho individuos, extraídos por el grupo de investigación Aragosaurus,  entre ellos el cráneo expuesto en el museo.
Otro mamífero fósil representado en el museo  es Gomphotherium angustidens, con diversos restos óseos, incluyendo una mandíbula inferior con los molares. Los restos de este proboscídeo proceden del yacimiento del Mioceno medio de Artesilla, Villafeliche  (Zaragoza), con 12 millones da años de antigüedad. El cráneo de uro (Bos primigenius) expuesto es el más completo encontrado en Aragón. Apareció en una terraza fluvial del río Escuriza, que aflora en la cuneta de la carretera entre Ariño y Andorra (Teruel) y se ha datado en el Pleistoceno con una edad entre 43 000 y 45 000 años.
Entre los fósiles de vegetales conservados en el museo pueden destacarse los dos ejemplares de Weichselia reticulata, un helecho arborescente de hace ciento diez millones de años.

## Sala Longinos Navás
Longinos Navás (1858-1938) fue un jesuita y naturalista español, fundador de la Sociedad Entomológica de España. La sala que lleva su nombre exponía la colección reunida por él a lo largo de sus cuarenta años de docencia en el colegio de El Salvador de Zaragoza. La colección se ubicaba en el Paraninfo de la Universidad, la misma sede del actual Museo de Ciencias Naturales. La parte expuesta de esta colección consta de más de setecientas piezas, de las que más de quinientas pertenecen a vertebrados: aves, peces, reptiles, etc. que se presentan disecados. Todos ellos fueron preparados antes de 1932 (la leona antes de 1912), a pesar de lo cual están en buen estado de conservación. Pueden destacarse dos ejemplares de sarrio del Pirineo.También cuenta con una interesante colección de insectos, así como fósiles entre los que destacan algunos ejemplares de Aragón. Son notables dos colmillos de narval (Monodon monoceros) de más de dos metros de longitud, que llegaron al puerto de Pasajes en 1907 en un barco maderero procedente de Escandinavia. Adquiridos por Fernando Escudero, un antiguo alumno de los jesuitas, fueron donados por él al museo del colegio El Salvador.

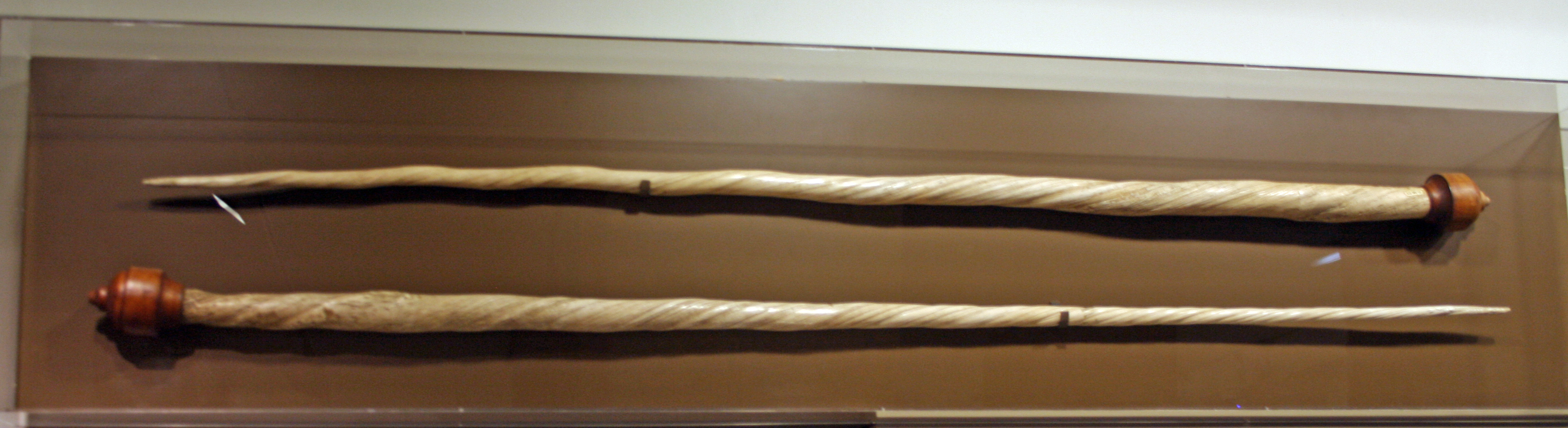
Colmillos de narval (Monodon monoceros) de gran tamaño, que forman parte de la colección Longinos Navás

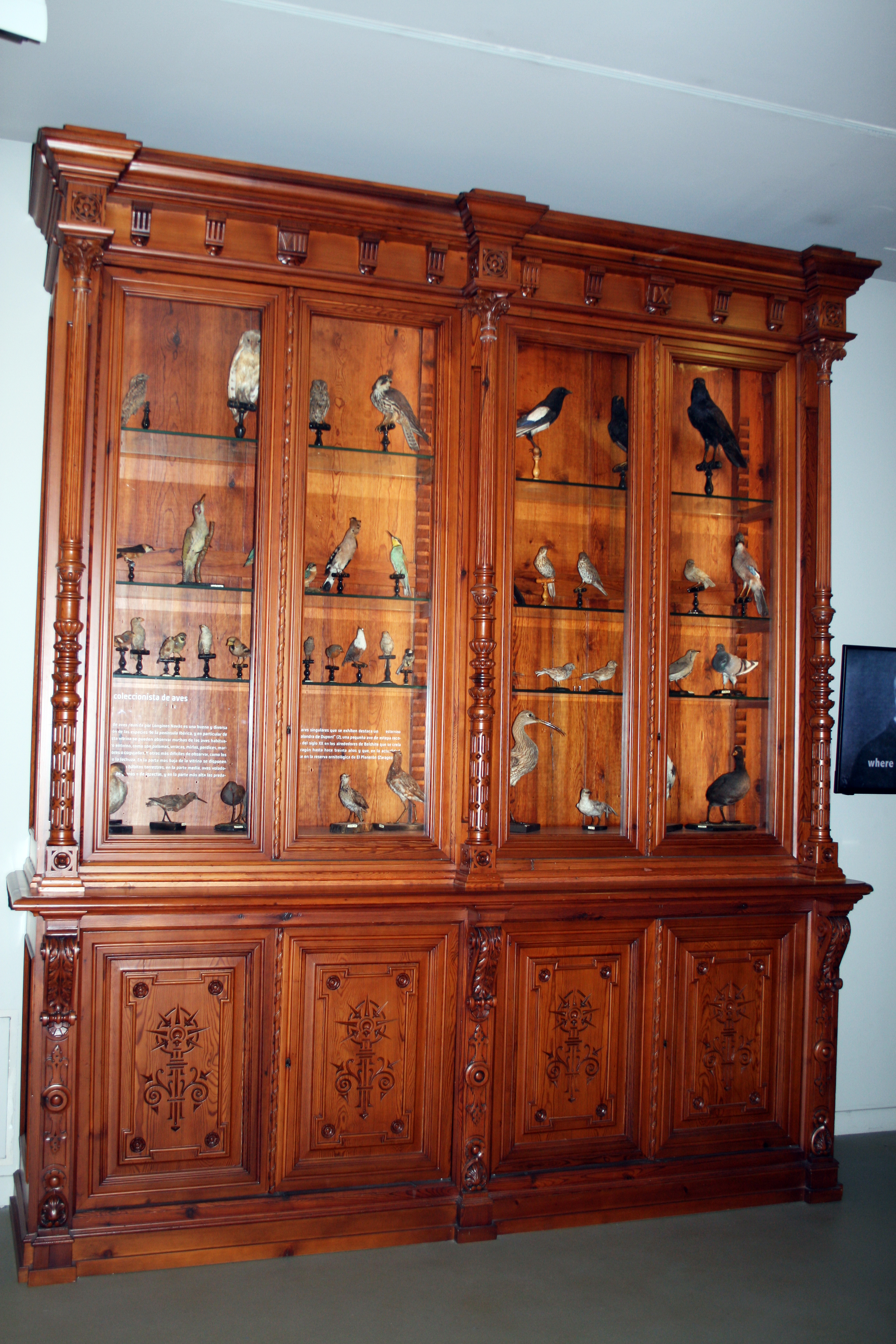
El gabinete del naturalista. Mueble del, destinado a la exposición de aves naturalizadas

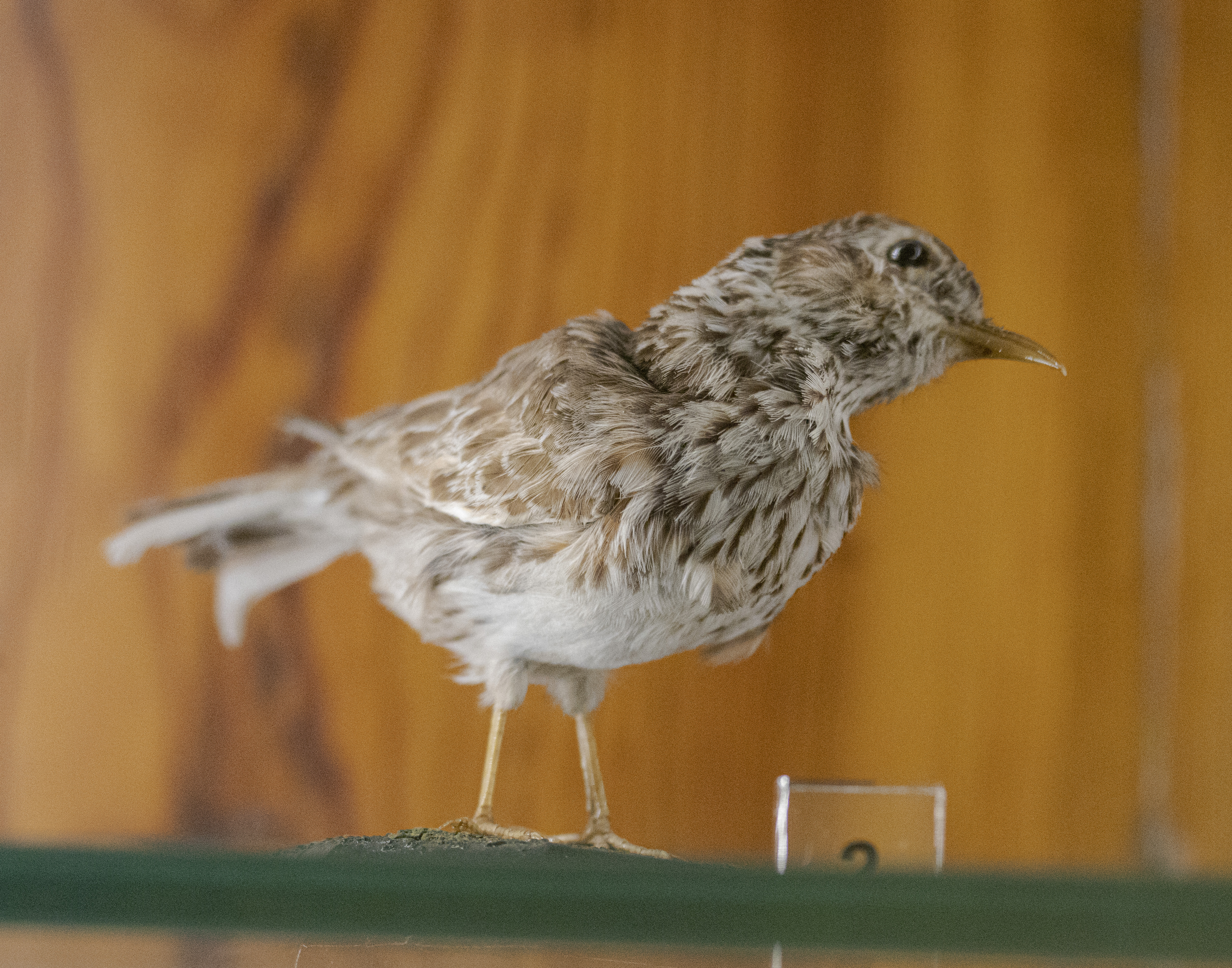
Chersophilus duponti. Alondra de Dupont. Ejemplar naturalizado, capturado a principios del en la provincia de Zaragoza

Además de las vitrinas modernas con grandes superficies de cristal, habituales en los museos, se exponen en una sala designada como el gabinete del naturalista, dos grandes muebles antiguos de madera tallada que contienen uno de ellos una colección de conchas y el otro una selección de las aves naturalizadas de pequeño tamaño más vistosas o de mayor relevancia científica. El ejemplar de alondra de Dupont (Chersophilus duponti), conocida en Aragón como calandria o rocín, es particularmente importante. Capturado a principios del siglo XX, su existencia es una de las primeras evidencias de la presencia de este ave en la península ibérica.
Entre los fósiles aportados por la colección Longinos Navás al museo pueden destacarse los holotipos de Rana pueyoi, Rana quellembergi  (en la nomenclatura actual, Pelophylax pueyoi y Pelophylax quellembergi), y de  Oligosemia spinosa, de la formación del Mioceno explotada para obtener azufre en las minas de Libros (Teruel), así como el de Chirotherium ibericus, un icnofósil del Triásico de Moncayo (Zaragoza).

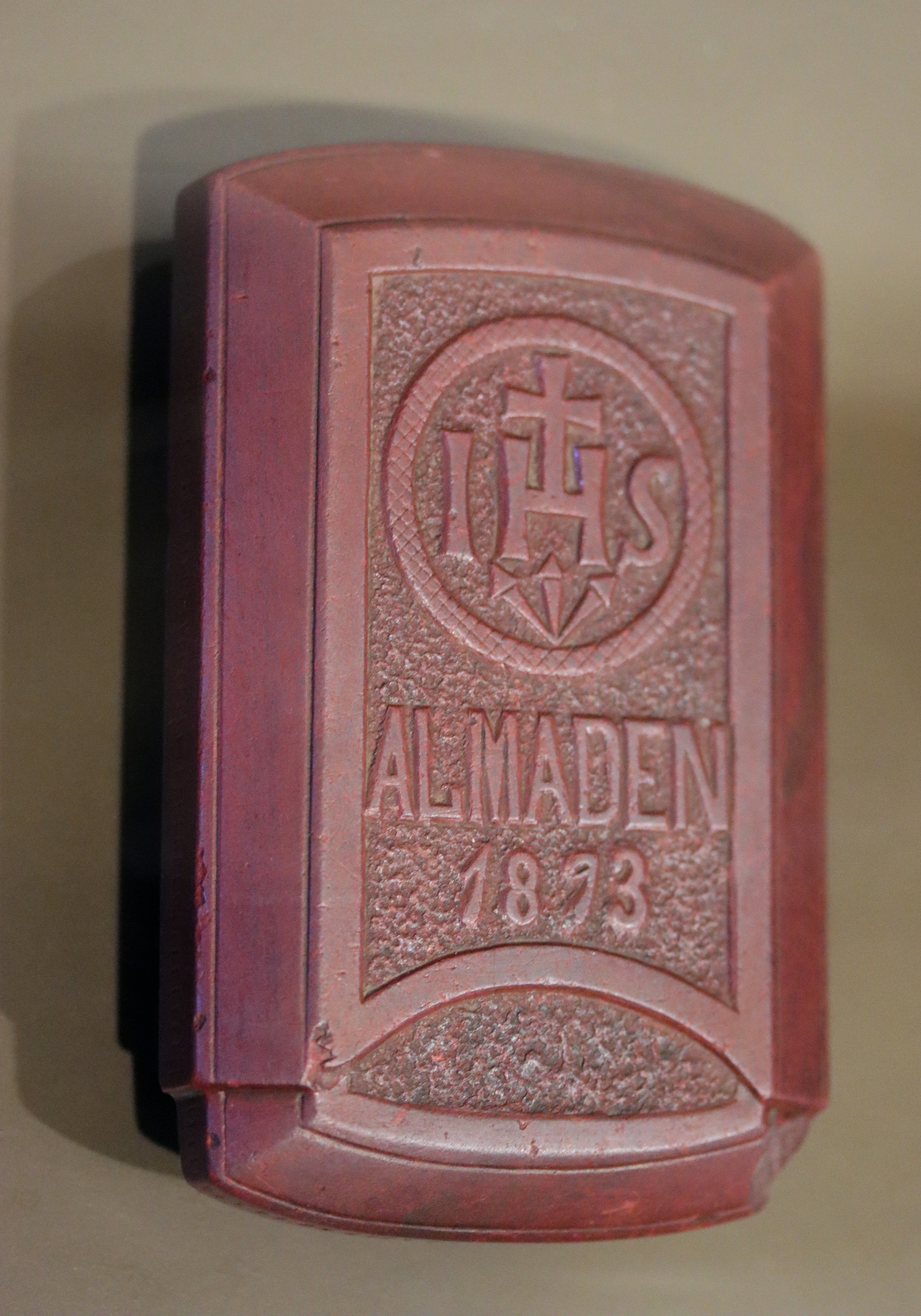
Bloque de cinabrio de grano fino de Almadén tallado en forma de petaca

La colección Longinos Navás incluye también una sección de mineralogía, que en su mayor parte no se encuentra expuesta por falta de espacio. Está formada fundamentalmente por ejemplares españoles, en particular de la zona del Moncayo y de Remolinos. Algunos ejemplares especialmente notables, como un grupo de cristales de halita procedente de las minas de Remolinos (Zaragoza), se encuentran en las vitrinas destinadas a la colección de minerales de Aragón. 
Otro ejemplar particularmente notable, también expuesto, es un bloque de cinabrio de Almadén, microcristalino y puro, conocido como cinabrio de labra, en forma de estuche y con el con el emblema de la Compañía de Jesús en la parte superior, y el año 1893. Este tipo de cinabrio era particularmente valorado, dado que podía utilizarse sin más proceso que molerlo, como pigmento, especialmente para colorear el lacre, y también para usos farmacéuticos. Los bloques suficientemente grandes para tallarlo eran escasos. Dada la densidad del cinabrio, a pesar de su relativamente pequeño tamaño, 8,5 cm de ancho, pesa más de 2 kg.

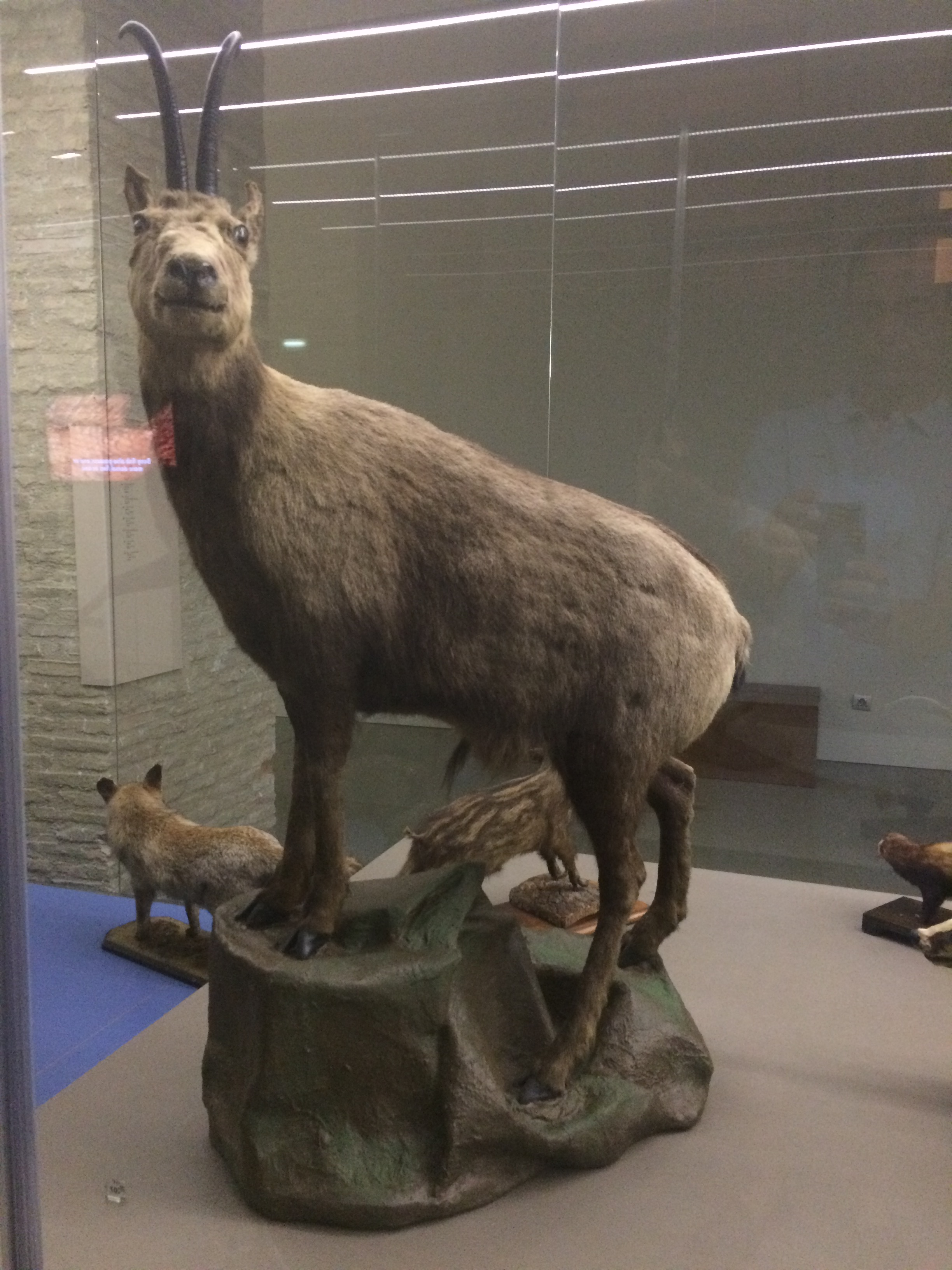
Rebeco
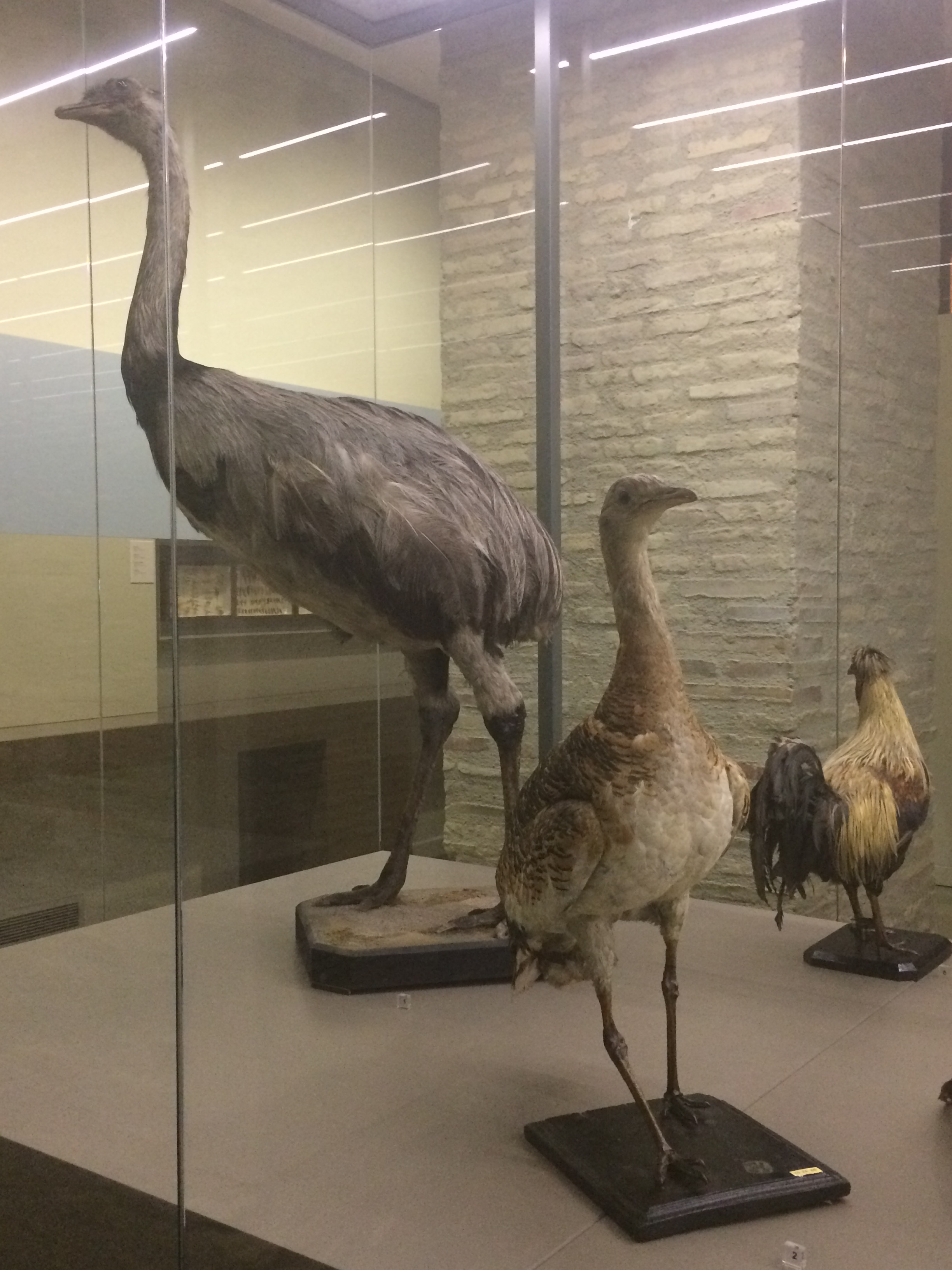
Avutarda y ñandú
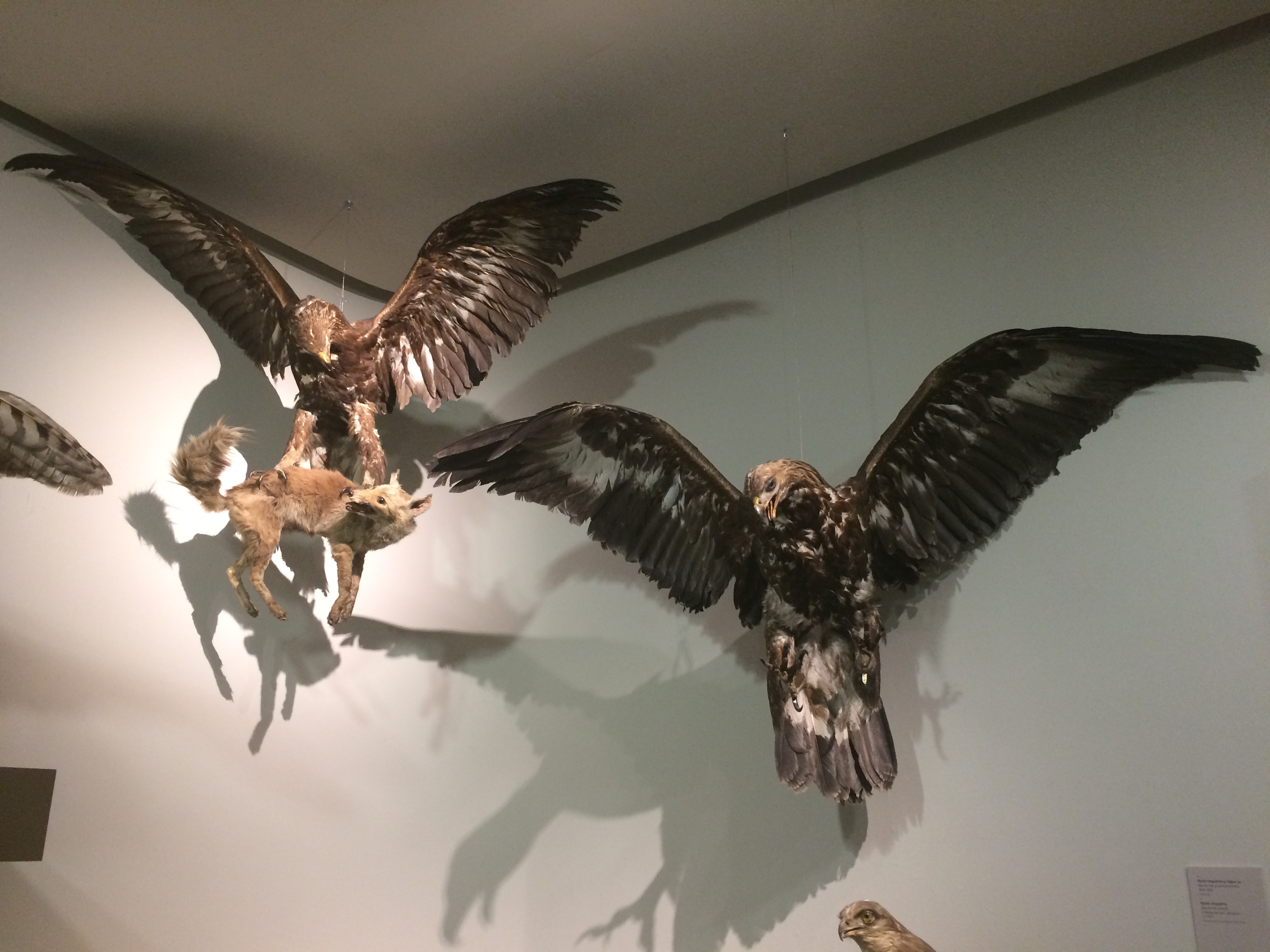
Águilas con zorro joven
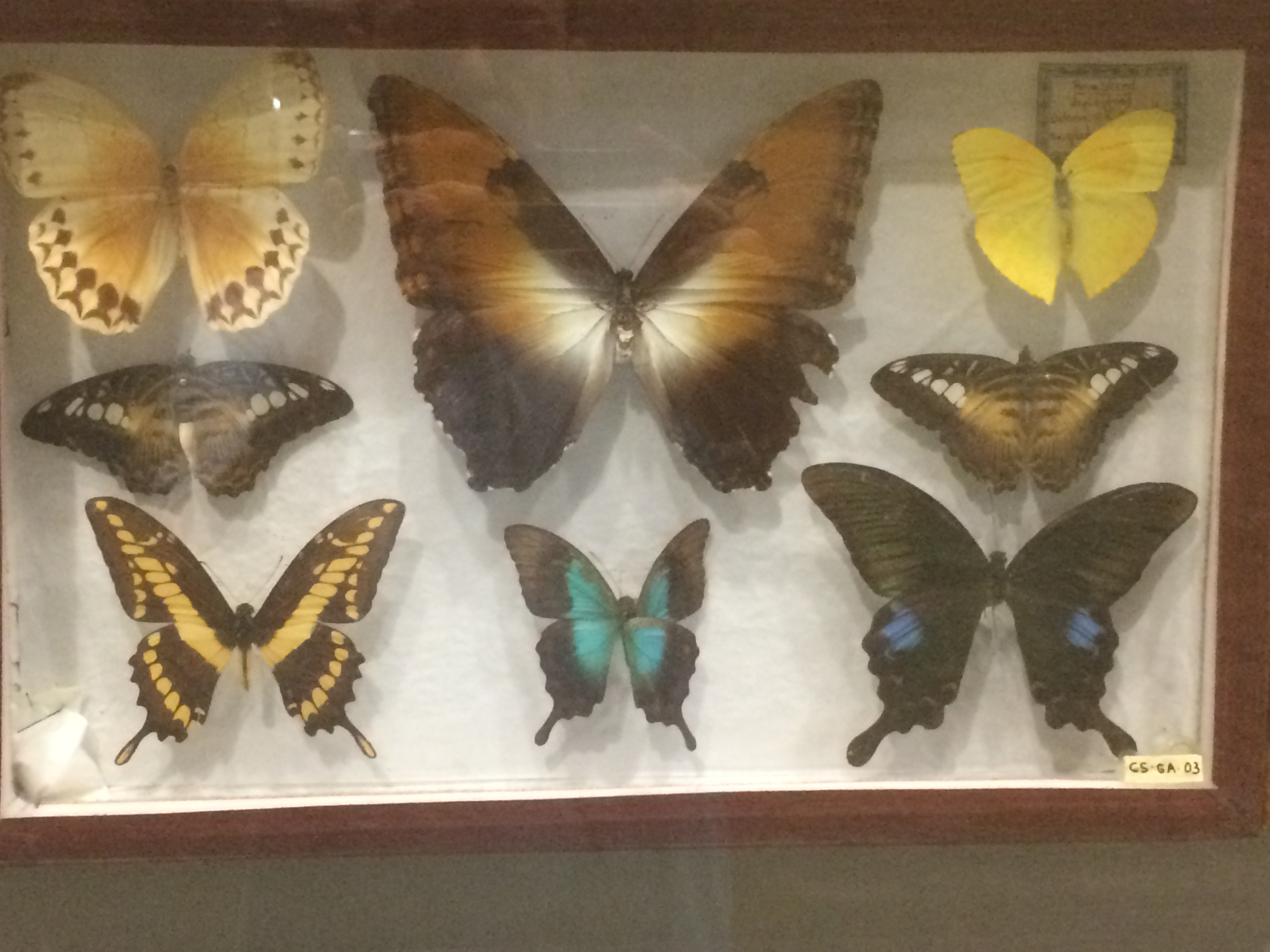
Mariposas
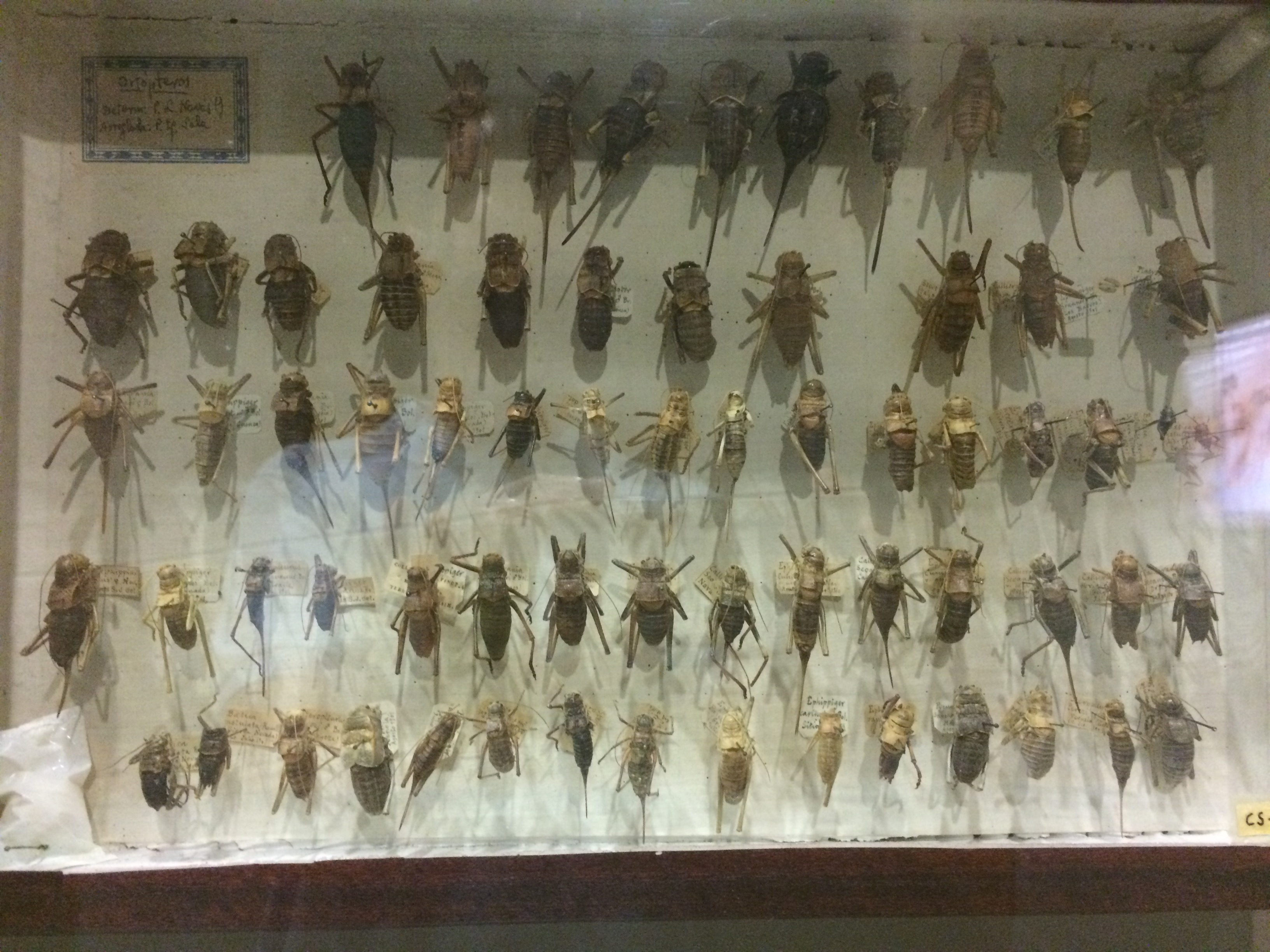
Ortópteros

## Espacio Minerales de Aragón
Desde el 26 de enero de 2023, el museo cuenta con un espacio expositivo dedicado a la mineralogía de Aragón, con una vitrina para cada provincia, Zaragoza, Huesca y Teruel. Entre los ejemplares más notables destacan los cristales de yeso sobre alabastro de las canteras de Fuentes de Ebro.

## Sala Odón de Buen

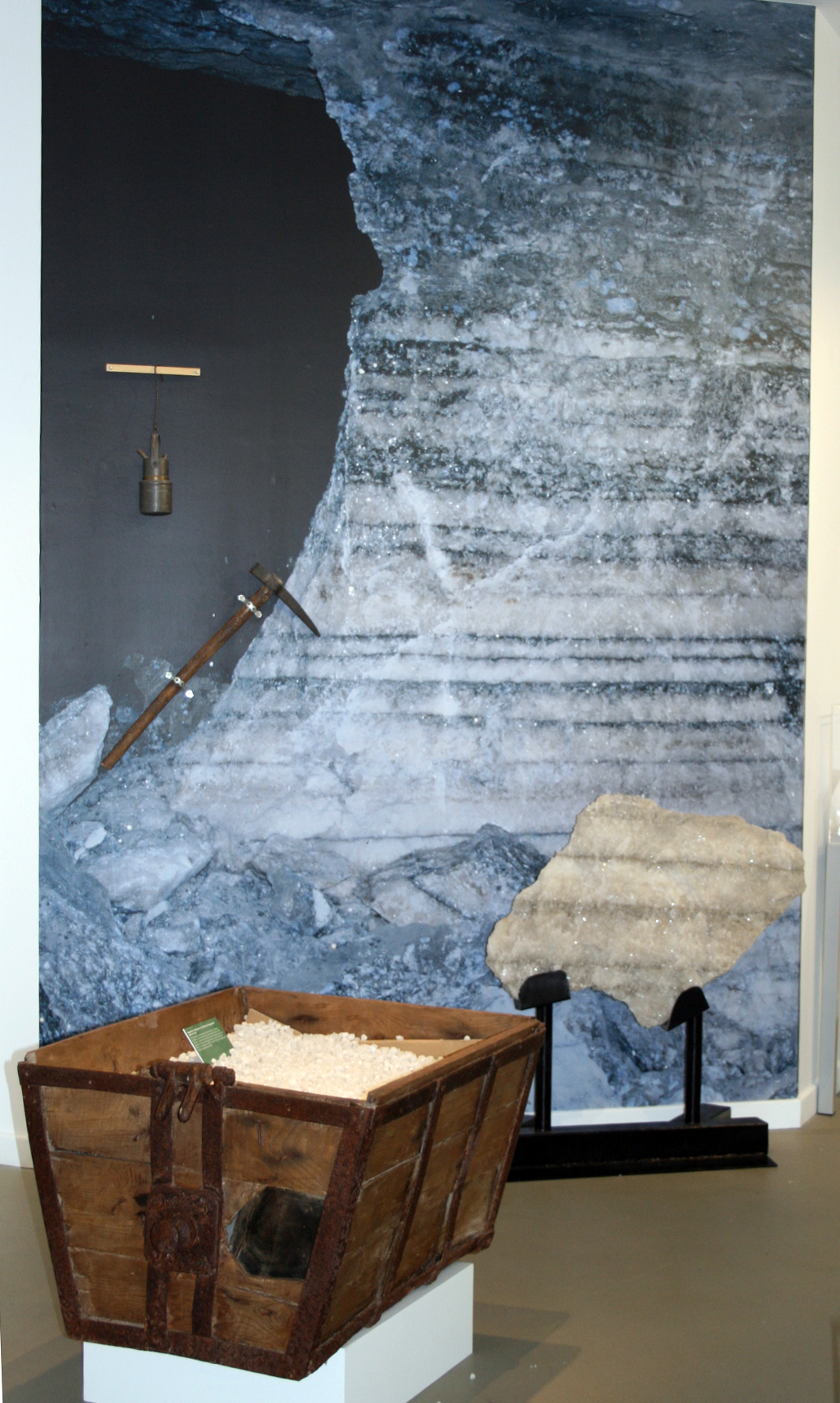
Exposición Una pizca de sal. Vagoneta del antiguo transportador aéreo, bloque de sal y fotografía a tamaño natural del interior de la mina Real, Remolinos (Zaragoza)

Esta sala está dedicada a exposiciones temporales. Entre las que se han llevado a cabo pueden destacarse:
- Lucas Mallada, un geólogo revolucionario. Del 12/12/2016 al 25 /02/2017. Dedicada a este geólogo de origen aragonés, contaba con la reproducción a gran tamaño del mapa geológico de Huesca, con ejemplares de sus publicaciones y con muestras de su colección privada de minerales y fósiles, que fue donada por su familia a la Facultad de Ciencias Humanas y Educación de Huesca.[16]
- Calidad de aire es calidad de vida. Del 10/09/2018 al 30/10/2018. Dedicada a la contaminación atmosférica, sus efectos sobre la salud y las redes de vigilancia de la calidad.[17]
- Construyendo la Tabla Periódica. Del 26/09/2019 al 18/01/2020. Formando parte de los actos a nivel mundial del Año Internacional de la Tabla Periódica de los Elementos Químicos, establecido para conmemorar el 150 aniversario de su publicación.[18]
- Fidel Pagés, descubridor de la anestesia epidural. Del 5 de octubre de 2022 al 21 de enero de 2023. Sobre la vida y obra de este médico militar, que estudió la carrera de medicina en la Universidad de Zaragoza, conmemorando el centenario de su descubrimiento de este tipo de anestesia.
- Una pizca de sal. Del 13 de noviembre de 2023 al 3 de febrero de 2024. Dedicada a la sal común, cloruro de sodio, sus usos, obtención e historia.[19]